# مباراة كرة القدم اليوم (برنامج)
مباراة كرة القدم اليوم هو برنامج كرة قدم تلفزيوني بريطاني للأطفال يبث على قناة سي بي بي سي. تم تقديمه سابقاً من قبل أوري أدوبا ورادزي تشينيانغانيا. لكن في مواسمها اللاحقة استضافها بن شيريس،وكنزي بينالي، وجون فارنوورث، وليام ماكديفيت. كانت برنامجاً مقتبساً من برنامج مباراة اليوم الأسبوعي طويل الأجل. كما حلّ محل نيوزراوند المقتبس عن سبورتسراوند.

## شكل البرنامج
يتميز البرنامج بضيوفه الإستثنائيين، والمسابقات المضحكة، ولاعبي كرة قدم يجيبون على أسئلة حول زملائهم في الفريق. ويشمل أيضاً أبرز أحداث الدوري الإنجليزي الممتاز، ودوري السوبر للسيدات، والدوري الاسكتلندي المحترف لكرة القدم، وتنسيقات تسمى التصنيف والشارع الخامس، ومقاطع فيديو موجهة للأطفال، والتي تسمى مهاراتك.

## روابط خارجية
- Match of the Day Kickabout at BBC Online

1. ↑  الوصول: 19 أبريل 2020. وصلة مرجع: http://live.dbpedia.org/resource/Match_of_the_Day_Kickabout.